# وادي حار (صعفان)

تعديل مصدري - تعديل

وادي حار هي إحدى قرى عزلة مدول بمديرية صعفان التابعة لمحافظة صنعاء، بلغ تعداد سكانها 266 نسمة حسب تعداد اليمن لعام 2004.